# Testore (Iliade)
Testore è un personaggio della mitologia greca, presente nel sedicesimo libro dell'Iliade di Omero.

## Il mito

### Le origini
Testore era un giovane troiano, figlio di tal Enope. Quando gli Achei dichiararono guerra a Troia, egli combatté per la difesa della sua città.

### La morte
Durante una battaglia Patroclo, uno dei più forti capi achei, uccise il fante troiano Pronoo e poi mosse contro Testore, che sul suo cocchio aveva assistito alla scena. Temendo il peggio, Testore si nascose prontamente dentro il carro, sperando che il nemico non l'avesse visto; ma Patroclo, cui nulla era sfuggito, balzò sul mezzo e spinse una lancia nella mascella del giovane troiano, la cui bocca rimase confitta con l'arma, come un pesce preso all'amo; il colpo fu così violento da fargli saltare tutti i denti, finiti poi in gola; quindi Testore fu scaraventato violentemente al suolo, dove morì.
" Poi d'Enòpo il figliuol Tèstore assalse

impetuosamente. Iva costui

sovra elegante cocchio, la persona

curvo ed in atto di raccor le briglie,

che smarrito nel cor s'avea lasciato

dalle mani fuggir. Gli si fe' sopra

l'eroe coll'asta, e tal gli spinse un colpo

su la destra mascella, che la siepe

sprofondògli dei denti. A questo modo

infilzato nell'asta sollevollo

dalla conca del cocchio, e il trasse a terra.

Quale il buon pescator sovra sporgente

scoglio seduto colla lenza, armata

di fulgid'amo, fuor dell'onda estragge

enorme pesce; a cotal guisa il Greco

fuor del cocchio tirò colla lucente

asta il confitto boccheggiante, e poscia

lo scrollò dalla picca, e lungi al suolo

lo gittò sanguinoso e senza vita." 
(Omero, Iliade, traduzione di Annibal Caro)